# كولن ميلبورن
كولن ميلبورن (23 أكتوبر 1941 في المملكة المتحدة - 28 فبراير 1990 في المملكة المتحدة) (بالإنجليزية: Colin Milburn)‏ هو لاعب كريكت أسترالي. شارك مع منتخب إنجلترا للكريكت. أما مع النوادي، فقد لعب مع نادي مقاطعة نورثامبتونشير للكريكت ‏ وفريق غرب أستراليا للكريكت ‏ ونادي مارليبون للكريكت ‏.

## وصلات خارجية
- كولن ميلبورن على موقع إي آس بي آن كريك إنفو (الإنجليزية)